# 曉高·維亞拿
烏戈·米格爾·費雷拉·戈梅斯·維亞納（Hugo Miguel Ferreira Gomes Viana，'ugu vi'ɐnɐ，1983年1月15日—）是一名已退役葡萄牙足球運動員，球員時代擔任進攻中場，現時是英超球隊曼城的足球總監。

## 足球事業
維亞拿的足球事業始於葡萄牙勁旅士砵亭，2001-02賽季升上一隊表現出色，結果年僅十九歲就被當時的英超強隊紐卡素足球會以1200萬歐元簽下。但他在紐卡素期間並不適應英格蘭足球，只能擔任後備，結果被外借回士砵亭。
2005-06賽季，維亞拿被紐卡素外借至西甲球會華倫西亞，2006年3月，華倫西亞以150萬英鎊簽下維亞拿。在華倫西亞他仍然面對激烈的競爭，主教練較喜愛艾比達和巴拉查這對雙防守中場組合。
2007年8月，為了爭取上陣機會，維亞拿要求外借至西甲球會奧沙辛拿。但他不幸受傷，離開了球場4個月，當他復原時再也難以融入已成形的球隊。在2008年，維亞拿回歸華倫西亞。

## 國家隊
維亞拿在2001年11月14日首次代表葡萄牙國家足球隊，在對安哥拉國家隊勝5-1的友誼賽中上陣。在2002年世界盃足球賽前，維亞拿取代了藥檢不過關的丹尼爾·肯尼迪（Daniel Kenedy）入選國家隊，當時維亞拿年僅十九歲。
2004年維亞拿入選葡萄牙U23國家隊參加2004年雅典奧運男子足球賽事，葡萄牙在D組僅得3分，在小組排末席出局。
2006年維亞拿亦有入選德國世界盃，但並非主力球員。

## 榮譽
士砵亭
- 葡超：2001–02
- 葡萄牙盃：2001–02

布拉加
葡萄牙聯賽盃：2012–13
歐霸盃亞軍：2010–11
阿爾阿赫利
阿聯酋阿拉伯海灣聯盟: 2013–14
阿聯酋超級盃：2013
阿聯酋聯賽盃：2014

## 外部連結
- zerozero.pt 曉高·維亞拿球員檔案 （页面存档备份，存于）
- 西甲 曉高·維亞拿球員數據及檔案 （西班牙文）